# 阪急バス大山崎営業所
阪急バス大山崎営業所（はんきゅうバスおおやまざきえいぎょうしょ）は、京都府乙訓郡大山崎町大山崎小字西高田（国道171号沿い）にある、阪急バスの営業所。
最寄りの停留所は「新山崎橋」。

## 概要
主に大山崎町や近接する長岡京市・向日市・大阪府島本町・京都市西京区・伏見区南部に広がる路線網を管轄する。この地域の路線は向日営業所の管轄だったが、路線網の拡大・運行本数増加により同所だけでは補え切れなくなったため、1982年7月15日に新設された。その際に向日営業所は向日出張所に組織変更され、2024年に廃止された。
運行管理業務は1999年1月9日から阪急田園バスに委託していたが、2019年7月1日に同社との合併により直営化した。
最寄りとなる「新山崎橋」停留所は大山崎営業所の名を冠していないが、営業所のすぐそばに立地している。阪急水無瀬駅・若山台方面の乗降場及び西山天王山方面から来る系統のおりばについては、営業所の敷地内にある。

## 現行路線
現在の運行体制は、2004年1月24日のダイヤ改正でほぼ確立された。さらに2013年12月、阪急京都本線に西山天王山駅が開設されたことに伴う改編などが行われている。京都済生会病院が2022年6月1日に移転することに併せて改変されている。

### 長岡京線
当営業所の代表的路線。JR長岡京駅・阪急長岡天神駅を中心に長岡京市内各地へ向かう。
経路別に最長系統のみ表示する。多くの系統が循環形態で運行する。

#### 金ヶ原方面
JR長岡京駅（東口）から菱川方面に循環してJR長岡京駅（西口）へ入り（一部の便を除きここが始発）、阪急長岡天神駅から円明寺ヶ丘・金ヶ原などを循環する。
日中時間帯は1時間に3本で、午前は1系統が2本・3系統が1本、午後は1系統が1本・3系統が2本となっている。
運行区間により、系統番号が変わることも特徴。
- 1系統：JR長岡京駅（西口） → 阪急長岡天神駅 → 友岡 → 阪急西山天王山駅 → 円明寺ヶ丘 → 金ヶ原 → 梅ヶ丘 → 阪急長岡天神駅 → JR長岡京駅（西口） 
  - 「円明寺ヶ丘」に先回りする。
  - 朝に阪急西山天王山駅始発が平日11本、土休日5本設定されている。

- 3系統：JR長岡京駅（東口） → 菱川 → 一文橋 → JR長岡京駅（西口） → 阪急長岡天神駅 → 梅ヶ丘 → 金ヶ原 → 円明寺ヶ丘 → 阪急西山天王山駅 → 友岡 → 阪急長岡天神駅 → JR長岡京駅（西口）
  - 「梅ヶ丘」に先回りする。
  - 朝に菱川始発が平日5本、土休日2本設定されている。

- 49系統：＜開田まで1・3系統、同停留所で系統番号変更＞ → 阪急長岡天神駅 → JR長岡京駅（西口） → 一文橋 → 菱川 → JR長岡京駅（東口）
  - 49系統の最終便のみ菱川止めとなる。

#### 光風台方面
車庫のある新山崎橋を起点に、JR長岡京駅（西口）（一部の便はここが始発）・阪急長岡天神駅を経由して、さらに光風台住宅・光明寺を循環する。
6系統と7系統が対になっている。5系統は14時台以前に、6・７系統は14時台以降に運行される。2022年6月の改編で光明寺を通る系統が追加された。
- 5系統：新山崎橋 → 阪急西山天王山駅 → 東浦 → JR長岡京駅（西口） → 阪急長岡天神駅 → 東台 → 光風台住宅前 → 美竹台住宅前 →  太鼓山 → 阪急長岡天神駅 → JR長岡京駅（西口）
  - 「東台」に先回りする。
  - 一部は開田から48系統に変更。

- 6系統：新山崎橋 → 阪急西山天王山駅 → 東浦 → JR長岡京駅（西口） → 阪急長岡天神駅 → 太鼓山 →  美竹台住宅前 → 光風台住宅前 → 光明寺 → 舞塚 → 阪急長岡天神駅 → JR長岡京駅（西口）
  - 「太鼓山」に先回りする。

- 7系統：JR長岡京駅（西口） → 阪急長岡天神駅 → 舞塚 → 光明寺 → 美竹台住宅前 → 光風台住宅前 →太鼓山 → 東台 → ＜開田から48系統へ＞
  - 「光明寺」に先回りする。
  - 阪急長岡天神駅の一つ手前の開田から48系統となる。
  - 2024年10月1日より、東台経由に変更（6系統はそのまま）。

- 48系統：＜開田まで5・7系統、同停留所で系統番号変更＞ → 阪急長岡天神駅 → JR長岡京駅（西口） → 東浦 → 阪急西山天王山駅 → 新山崎橋

#### 奥海印寺方面
長岡京市西部を循環する系統。奥海印寺へは、営業所の開設当初から乗り入れている。
8系統は13時台まで、9系統は14時台以降に運行される。
- 8系統：JR長岡京駅（西口） → 阪急長岡天神駅 → 西陣町 → 南平尾 → 太鼓山 → 奥海印寺 → 西陣町 → 阪急長岡天神駅 → JR長岡京駅（西口）

- 9系統：JR長岡京駅（西口） → 阪急長岡天神駅 → 西陣町 → 奥海印寺 → 太鼓山 → 西陣町 → 阪急長岡天神駅 → JR長岡京駅（西口）

#### 今里方面
長岡京市北部を循環する系統。長岡京市から、赤字分を補填する運行助成金を受けている。
10系統は14時台まで、11系統は15時台以降に運行される。
- 10系統：JR長岡京駅（西口） → 阪急長岡天神駅 → 一文橋 → 今里 → 舞塚 → 阪急長岡天神駅 → JR長岡京駅（西口）

- 11系統：JR長岡京駅（西口） → 阪急長岡天神駅 → 舞塚 → 今里 → 一文橋 → 阪急長岡天神駅 → JR長岡京駅（西口）

#### 免許試験場方面
京都府運転免許試験場へのアクセス路線であるが、長岡京市内で循環経路となっている。
元は「免許試験場線」として独立した路線となっており、1969年6月13日の運行開始当初は急行運転も行っていたが、1997年2月7日の改正で中止された。ほかに免許試験場前 - 芝本 - JR長岡京東口の17系統も存在したが、京都市営バス南2系統（竹田駅西口 - 免許試験場前 - JR長岡京東口）と全区間で並行しておりかつ市バスの方が本数が多かったことから2021年3月1日改正にて廃止。
「見場走り」は「みばしり」と読む。
- 12系統：免許試験場前 → 見場走り → JR長岡京駅（西口） → 阪急長岡天神駅南（イズミヤ前） → 長岡天満宮前 → 阪急長岡天神駅 → 見場走り → 免許試験場前
  - 最終1便のみ阪急長岡天神駅南止めとなる。

#### 勝竜寺公園方面
1日1往復のみ運行。勝竜寺城公園前へは下記の東部バスも運行されている。
- 19系統：JR長岡京駅（東口） - 勝竜寺城公園前 - 新山崎橋

#### 光明寺方面
光明寺へは、営業所の開設当初から乗り入れている。
- 20系統：JR長岡京駅（西口） → 阪急長岡天神駅 → 舞塚 → 薬師堂 → 光明寺 → 東台 → 阪急長岡天神駅 → JR長岡京駅（西口）
  - 平日朝2本、土休日朝1本のみ舞塚始発が運行される。

- 22系統：JR長岡京駅（西口） → 阪急長岡天神駅 → 東台 → 光明寺 → 薬師堂 → 舞塚 → 阪急長岡天神駅 → JR長岡京駅（西口）

- 臨時：JR長岡京駅（西口） - 阪急長岡天神駅 - 光明寺
  - 上記の停留所のみ停車。
  - 秋の紅葉シーズンには光明寺への参拝者が急増するため、状況に応じて上記の臨時便が運行される。

#### 滝ノ町方面
2024年に廃止された80系統（東向日 - 山崎）に代わり新設されたが、平日朝1本のみの運行で滝ノ町 → 一文橋間は無停車（この区間の途中停留所は廃止）。
- 70系統：滝ノ町 → 一文橋 → JR長岡京駅（西口）

### 長岡京淀線
JR京都線・阪急京都線沿線と京阪沿線を結ぶ路線としては唯一阪急バスが運行に関わっている。長岡京市内と京都競馬場の最寄り駅でもある淀駅を結ぶ。京都京阪バスとの共同運行のため、京都京阪バス車両での運行となる便がある。
2013年12月21日、西山天王山駅開業と同時に路線開業。阪急バスが淀川を越えて淀川左岸に乗り入れる路線の設定は1997年に休止した吹田八尾線（柱本営業所担当）以来16年ぶりである。
- 90系統：JR長岡京駅（西口） - 東浦 - 阪急西山天王山駅 - 久貝 - 京阪淀駅
  - 一部は阪急西山天王山駅 - 京阪淀駅間の運行。
  - 平日には学生便として京阪淀駅発阪急西山天王山止めが2本設定されている。また中学入試・高校入試などの立命館中学校・高等学校の変則的な授業に併せて臨時便が運転されることもある。

### 若山台線
島本町では唯一のバス路線で、阪急水無瀬駅と若山台住宅を結ぶ。
開業当時は水無瀬駅と若山台センターを単純往復する50系統のみであったが、JR島本駅の開業に伴い2008年3月16日の改正では同駅への乗り入れを開始した。
新山崎橋発着系統は出入庫を兼ねる。元は長岡京線に分類されていたが、2008年改正で若山台線に組み込まれた。
2013年12月21日改正で系統の再編が行われ現在の体制となっている。この改正では2008年に新設されたJR島本 - 若山台の30系統や40→30系統および50→40系統の連続運行が廃止となった。
- 40系統：若山台センター → 島本町役場前 → JR島本駅 → 阪急水無瀬駅 → 島本町役場前 → 若山台センター
  - 平日の日中は1時間おきの運行。土休日は朝のみの設定で、いずれも夕方以降は運行がない。
  - 2008年改正で若山台線に組み込まれるまでは、阪急水無瀬 - 新山崎橋の長岡京線40系統として運行されていた。この改正で若山台センター方面との連続運行となっている。

- 41系統：若山台センター → 島本町役場前 → JR島本駅 → 阪急水無瀬駅 → JR島本駅 → 島本町役場前 → 若山台センター
  - 41系統は大きく分けて2種類あり、若山台センターを起終点とし阪急水無瀬駅経由前・経由後の2回JR島本駅に立ち寄るものと後述の新山崎橋発着がある。
  - 若山台循環のこちらは土休日の日中のみ運行。おおむね30分間隔で設定されるが、3時間に1本、これの代わりに新山崎橋発着のものが運行される。

- 41系統：新山崎橋 - 阪急水無瀬駅 - JR島本駅 - 島本町役場前 - 若山台センター
  - こちらは新山崎橋発着。平日の日中にも設定があり、2時間に1本が運行される。
  - 最終便は阪急水無瀬駅発若山台センター行きの深夜バス（運賃倍額）。

- 50系統：若山台センター → 島本町役場前 → 阪急水無瀬駅 → JR島本駅 → 島本町役場前 → 若山台センター
  - 最終便は阪急水無瀬駅止まり（つまり、JR島本駅には立ち寄らない）。
  - 日中の運行は平日に限り行われている。当該時間帯は2時間に1本の設定。
  - 夕方以降の若山台循環は全てこの系統となる。

- 51系統：新山崎橋 - 阪急水無瀬駅 - 島本町役場前 - 若山台センター
  - 50系統同様、平日のみ日中にも運行されている（こちらは1時間おきの設定）。

### 大原野線
JR向日町・阪急東向日の両駅から府道733号柚原向日線などを走行し、京都市西京区上里・大原野の両地区、および洛西ニュータウンとの間を結ぶ路線。長らく向日出張所の管轄であったが、2024年10月1日の向日出張所廃止に伴い、当営業所に移管された。
向日市内では商店街などの喧騒にあふれた区域を走行し、その後は東山や右京の里住宅、上里地域の住宅街を経て田園風景の中や、この地区の名産品である竹林を抜けるなど、郊外の雰囲気を感じさせる沿線風景となり、西京区内、南春日町へと至る。ここより洛西ニュータウンは目と鼻の先となっており、長閑な田園風景が瞬く間にニュータウン特有の住宅街へと様変わりする。終点の洛西バスターミナルは、髙島屋洛西店をはじめとするショッピングセンター『ラクセーヌ』を擁する、洛西ニュータウンの中心街に所在する。南春日町 - 洛西バスターミナル間には京都市営バス臨西2号系統も運行されている。
また、途中の灰方からは山岳路線となる善峯寺への路線が分岐する。こちらはほぼ全線にわたって対向の難しい狭小区間が続くが、終着地・善峯寺付近からは京都市内を一望することができる。
沿線に大原野神社や勝持寺などの名勝を抱えている。
2011年3月に実施されたダイヤ改正では、各系統共に起終点を阪急東向日主体からJR向日町主体に改め（夕方以降の65系統を除く）、JRとの乗り換え利用が改善された。同時に、JR向日町 - 阪急東向日間のみの運行はなくなった。同改正では、昼間時において運行間隔が不均衡かつ、ルートの大部分が重複していた63・65の両系統を統一し、全便を「南春日町」経由とする63系統として洛西バスターミナル行きとした。これによりJR向日町 - 灰方間はパターンダイヤ化されたものの、灰方から分岐し小塩・善峯寺へ向かう66系統と交互の毎時2本体制に減便された。また、利用率の低い早朝・夕方以降の63系統を南春日町折り返しの65系統に置き換えた。さらに、66系統は改正と共に8時から14時（土日・祝日は15時）台までの毎時1本に改められた。現在は65系統は系統番号としては存在せず、63系統の区間便扱いとなっている。2025年6月1日には66系統が廃止された。
阪急東向日駅では各方面行きが1番のりば、JR向日町駅行きが2番のりばから発車。
- 63系統：JR向日町駅 - 阪急東向日駅 - 東山 - 右京の里 - 灰方 - 南春日町 - 境谷センター前 - 洛西バスターミナル
  - 元は1981年5月29日より運行を開始した洛西ニュータウン線（旧）48・49系統が前身で、大原野線の系統とは別立てで運行されていた。その後、1997年2月7日のダイヤ改正から大原野線に組み込まれ、現在のルートとなる。当初は灰方 - 大原野小学校前 - 境谷センター前間と、南春日町を経由せず洛西ニュータウン内へ向かうルートで終日運行していたが、前述の2011年3月の改正以降から現ルートに変更、昼間のみの運行となった。
  - 南春日町折り返しの系統もある。16時台以降、南春日町発の便は半数程度が阪急東向日止まりとなる。
  - 春季の花見や秋季の紅葉シーズン、およびポンポン山・小塩山などへのハイキング客が殺到し満員となった場合には、臨時便が増発されることがある。
  - 1997年2月7日改正までは48・49系統、同改正から2003年1月27日改正までは3系統を名乗っていた。

- 64系統：JR向日町駅 - 阪急東向日駅 - 右京の里 - 勝山町 - 阪急東向日 - JR向日町（循環）
  - 13時台発までは東山に、14時台以降は勝山町に先回りするルートをとる。
  - 勝山町→右京の里間は京都市営バス西2号系統も並行して運行されている（当系統と違い、両方向に運行）。
  - 1997年2月7日改正までは勝山町回りが45系統・東山回りが46系統と区別されていたが、同改正で共通の4系統となり、さらに2003年1月27日改正で現在の64系統となった。

### 東部バス
長岡京駅の東側を循環する2系統から成り立つ。2015年7月に長岡京市の社会実験としてスタート、2019年4月から本格運行に移行した。
「城の里循環」と呼ばれる101系統と「東和苑循環」と呼ばれる102系統からなり、この2系統は連続して運行する。なお、長岡京駅ではっぴぃバス（下記）や阪急バスの一般路線へ乗り継ぐ場合は運賃の割引がある。
- 101系統：JR長岡京駅（東口） → 勝竜寺城公園前 → 城の里東 → 芝本 → JR長岡京駅（東口）

- 102系統：JR長岡京駅（東口） → 芝本 → 東和苑 → JR長岡京駅（東口）

### ぐるっとむこうバス
向日市のコミュニティバス。南北2ルートあるが、南ルート（35人乗り、日野・ポンチョ）を阪急バスが担当する。南ルートでは交通系ICカードも利用可能である。
- 南ルート：阪急東向日駅→向日市役所前→大極殿前→向日町郵便局前→池ノ尻→市民体育館前→JR向日町駅→阪急東向日駅
  - 運行上は1便から6便まで2周する毎に運行を打ち切り、最終7便のみ1周で運行を終了する。

### 向日町競輪場線
JR向日町・阪急東向日各駅と向日町競輪場を結ぶ路線。京都府との随意契約により、無料ファンバスとして運行されている。
当初は京阪バスが運行していたが、同社が運行していた淀川右岸の他の路線と共に阪急バスに譲渡された。それまでは阪急東向日発着便を阪急バスが、JR向日町発着便を京阪バスが担当していた。
- 阪急東向日駅 - 向日町競輪場前
- JR向日町駅 - 向日町競輪場前

## 過去の担当路線
以下の「阪急長岡」は現在の「阪急長岡天神駅」、「JR神足（東口）」は現在の「JR長岡京駅（東口）」に相当する（1997年2月7日に改称）。

### 長岡線

#### 光明寺系統
1989年頃に循環運行に変更。
- 52系統：国鉄神足 - 阪急長岡 - 西陣町 - 光明寺
- 34系統：JR神足 → 阪急長岡 → 舞塚 → 今里 → 一文橋 → JR神足
- 35系統：JR神足 → 阪急長岡 → 舞塚 → 光明寺 → 西陣町 → 阪急長岡 → JR神足
- 36系統：JR神足 → 阪急長岡 → 西陣町 → 光明寺 → 舞塚 → 阪急長岡 → JR神足
- 38系統：JR神足 → 阪急長岡 → 西陣町 → 光明寺 → 今里 → 一文橋 → JR神足
- 39系統：JR神足 → 一文橋 → 今里 → 光明寺 → 西陣町 → 阪急長岡 → JR神足

#### 山崎系統
- 51系統：JR神足 - 阪急長岡 - 友岡 - 小泉橋 - JR山崎
- 58系統：阪急東向日 → 滝ノ町 → 一文橋 → JR神足 → 阪急長岡 → 友岡 → 小泉橋
- 59系統：小泉橋 → 友岡 → 阪急長岡 → JR神足 → 一文橋 → 滝ノ町 → 阪急東向日

#### 神足東口系統
- 60系統：JR神足東口 → 久貝 → 友岡 → 阪急長岡 → 一文橋 → 菱川 → JR神足東口
- 61系統：JR神足東口 → 菱川 → 一文橋 → 阪急長岡 → 友岡 → 久貝 → JR神足東口
- 62系統：JR神足東口 - 城の里 - 新山崎橋
- 64系統：JR神足東口 → 久貝 → 友岡 → 阪急長岡 → 一文橋 → 菱川 → 城の里 → 新山崎橋

### 柳谷観音参拝バス
- 阪急大山崎 - 柳谷
  - 2005年度頃まで運行を担当（路線免許を取得してわけではなく、単なる貸切扱い）。古くは高槻市営バスや京阪京都交通が運行していた。

### 長岡京循環線
2006年10月から2007年9月まで 太字はその後に変更・廃止された主な区間。
- 北コース 文化センター前 - 開田 - 阪急長岡天神 - JR長岡京 - イズミヤ前（阪急長岡天神南）または産業文化会館前 - 長岡天満宮前 - 済生会病院前 - 長法寺力池 - うぐいす台西 - うぐいす台 - 長法寺北畠 - 粟生田内 - 長岡第三小学校前 - 角宮神社前 - 西の京自治会館前 - 滝ノ町二丁目 - 滝ノ町 - 乙訓寺前 - 保健センター前 - 文化センター前（1周50分）
- 西コース 文化センター前 - 開田 - 阪急長岡天神 - JR長岡京 - イズミヤ前（阪急長岡天神南）または産業文化会館前 - 友岡 - 伊賀寺 - 泉が丘 - 西条 - 高台 - こがねが丘 - 鈴谷口 - 桜橋（奥海印寺） - 河陽が丘一丁目 - 太鼓山 - 済生会病院前 - 文化センター前（1周47分）

2007年ガラシャ祭り
- 玉コース 歩行者天国北（長岡中学北側） - （滝ノ町自治会館前→西の京公園→井ノ内自治会館 循環）
- 忠興コース 歩行者天国北（長岡中学北側） - （桜橋→金ヶ原口→セブンイレブン（長岡京海印寺店） 循環）

## 運賃
長岡京線は一律230円、若山台線の阪急水無瀬 - 若山台センター間は大阪府・兵庫県内の市街地路線と同じ250円、それ以外は初乗り170円または180円の対キロ区間制運賃である（いずれも大人運賃、小児半額。以下同じ）。
コロナ禍による利用者・収益の減少などを鑑み、2022年6月1日に運賃を改定し、長岡京線と長岡京・淀線の長岡京市内（一部、向日市や京都市も含む）については関係市町との協議により230円均一に変更。長岡京市以外の区間については対キロ区間制のまま10円から40円の値上げ（初乗り180円）となるが、長岡京市にまたがる路線に関しては上限230円となる。初乗りが値上げになる一方で最高400円区間が230円に値下げとなる。なお、東部バス、はっぴぃバス、京都京阪バスエリアとなる長岡京淀線の京阪淀駅 - 洛西浄化センター間と若山台線の大阪府内区間は変更しない。